# Progressive Federal Party
Die Progressive Federal Party (PFP, deutsch etwa „Fortschrittliche Bundespartei“; zuvor Progressive Reform Party) war eine Partei in Südafrika. Zehn Jahre lang war sie die einzige Partei im südafrikanischen Parlament, die in Opposition zur herrschenden Apartheid stand. Sie ging in der heutigen Democratic Alliance (DA, Demokratische Allianz) auf.

## Geschichte

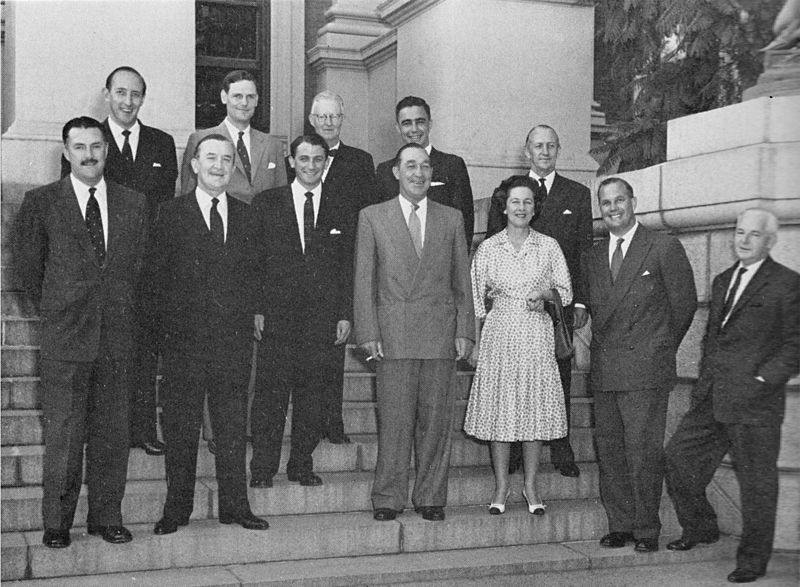
Fraktion der Progressive Party im Jahre 1960
vordere Reihe (v.l.): Walter Stanford, Harry Lawrence, Boris Wilson, Jan Steytler, Helen Suzman, Colin Eglin, Owen Williams
hintere Reihe (v.l.): Ray Swart, Clive van Ryneveld, John Cope, Zach de Beer, Ronald Butcher

Zur Zeit der Apartheid gab es in Südafrika nur nach „Rassen“ getrennte Parteien. Im Parlament waren nach gesetzlichen Einschränkungen von 1936 und 1956 bis zu den Wahlen von 1984 lediglich weiße Abgeordnete vertreten. Unter ihnen gab es stets eine Minderheit, die der Apartheid ablehnend gegenüberstand und liberal eingestellt waren. Diese Politiker engagierten sich in unterschiedlichen Parteien; ihre Muttersprache war meist Englisch, weniger Afrikaans.
1959 wurde die Progressive Party (PP, Fortschrittspartei) als liberale Partei gegründet, eine Abspaltung der bis 1948 regierenden United Party (Vereinigte Partei). Von 1961 bis 1974 war die PP nur mit Helen Suzman im Parlament vertreten, die in dieser Zeit als einzige Abgeordnete die Apartheid anprangerte. Bei der Wahl 1974 erhielt die PP sieben Mandate. 1975 verließ eine weitere Gruppe liberaler Mitglieder die United Party und gründete die Reform Party (Reformpartei), die nach wenigen Monaten mit der PP zur Progressive Reform Party (PRP, Fortschrittliche Reformpartei) fusionierte. 1977 spaltete sich erneut eine Gruppe von der United Party ab; sie schloss sich mit der PRP zur Progressive Federal Party zusammen. Ziel der PFP war eine Verfassung mit bundesstaatlicher Ordnung und mehr Rechten für die nicht-weiße Bevölkerung, eine freie Marktwirtschaft sowie eine unabhängige Judikative.
Erster Parteivorsitzender war Colin Eglin, der bereits die PRP seit 1975 geführt hatte. Bei der ersten landesweiten Wahl nach der Parteigründung 1977 erhielt die Partei 19 Mandate. 1979 wurde Frederik van Zyl Slabbert Parteivorsitzender. 1981 erhielt die PFP 26 Mandate, stellte die stärkste Oppositionsfraktion und wurde somit „offizielle Oppositionspartei“. 1986 trat der Parteivorsitzende Frederik van Zyl Slabbert von seinen Ämtern zurück und ging in die außerparlamentarische Opposition. Sein Nachfolger wurde erneut Colin Eglin. Bei der Wahl am 6. Mai 1987 errang die PFP nur noch 19 Mandate, so dass die Konserwatiewe Party (Konservative Partei), eine rechte Abspaltung der Regierungspartei Nasionale Party (Nationalpartei), mit 22 Mandaten die stärkste Oppositionspartei wurde.
Im Jahr 1988 kam es zu innerparteilichen Zerwürfnissen, in deren Folge drei Parlamentsabgeordnete und weitere Parteimitglieder aus der Partei austraten, weil intern antiburische Ressentiments gegen Mitglieder aufkamen und eine kontroverse Diskussion über ein vom Institute for a Democratic Alternative for South Africa im Juli 1987 organisiertes Treffen von 62 südafrikanischen Wissenschaftlern und Politikern mit ANC-Vertretern in Dakar (Dakar-Konferenz) stattfand.
Einige PFP-Mitglieder, Peter Gastrow, Pierre Cronjé und Pieter Schoemann, gründeten mit ehemaligen NP-Mitgliedern aus dem losen Wahlbündnis (1987) Independent Movement die Bewegung National Democratic Movement (NDM, Nationale Demokratische Bewegung). Letzter Parteivorsitzender der PFP war von 1988 bis 1989 Zach de Beer.
Am 8. April 1989 vereinigten sich die PFP, die NDM und die Independent Party (IP, Unabhängige Partei) zur Democratic Party (Demokratische Partei). Diese wiederum ging 2000 in der Democratic Alliance auf, die bis 2024 größte Oppositionspartei zum African National Congress (ANC) war.
Neben den Parteivorsitzenden gab es weitere bekannte PFP-Politiker. Harry Schwarz hatte 1974 zusammen mit Mangosuthu Buthelezi die Mahlabatini Declaration of Faith unterzeichnet, die zu einer gewaltfreien Abschaffung der Apartheid aufrief. 1975 war er Vorsitzender der Reform Party. Schwarz hatte in der PFP mehrere Führungspositionen inne und zählte zu den prominentesten Gegnern der Apartheid im Parlament. Helen Suzman wurde auch als Abgeordnete der PFP bis 1989 regelmäßig wiedergewählt und unter anderem zwei Mal für den Friedensnobelpreis vorgeschlagen.

## Sonstiges
Von Buren wurde die PFP gelegentlich verspottet. So stünde PFP für Packing for Perth, also etwa „Kofferpacken, um in das australische Perth auszuwandern“.